# Josef Wille (Politiker, 1855)

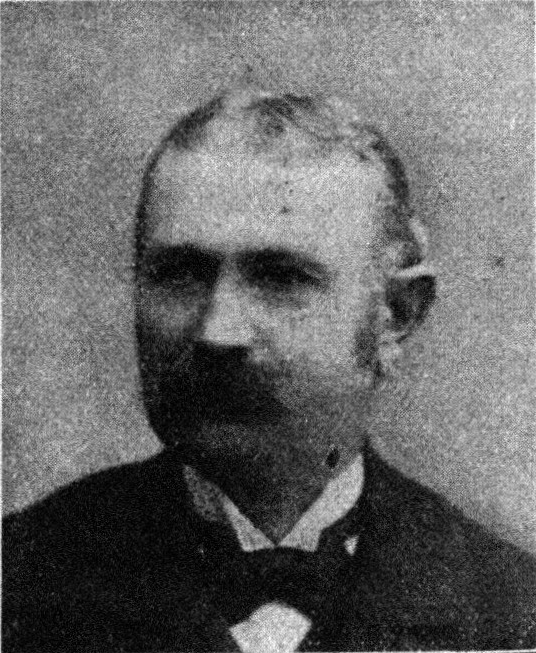
Josef Wille

Josef Wille (* 29. Dezember 1855 in Loidesthal, Niederösterreich; † 24. Februar 1935 in Jedenspeigen, Niederösterreich) war ein österreichischer Politiker der Christlichsozialen Partei (CSP).

## Ausbildung und Beruf
Nach dem Besuch der Volksschule  ging er an eine Ackerbauschule und wurde Landwirt.

## Politische Funktionen
- 1907–1918: Abgeordneter des Abgeordnetenhauses im Reichsrat (XI. und XII. Legislaturperiode), Wahlbezirk Österreich unter der Enns 55, Christlichsoziale Vereinigung deutscher Abgeordneter
- Abgeordneter zum Provisorischen Landtag von Niederösterreich
- 1895–1915: Bürgermeister von Jedenspeigen

## Politische Mandate
- 21. Oktober 1918 bis 16. Februar 1919: Mitglied der Provisorischen Nationalversammlung, CSP